# Peter Spier
Peter Spier (Amsterdam, 6 juni 1927 – Port Jefferson, 27 april 2017) was een Amerikaans illustrator en kinderboekenschrijver van Nederlandse afkomst. Hij was de zoon van de Amerikaans-Nederlandse illustrator Jo Spier en zijn vrouw Tineke van Raalte.

## Levensloop
Spier groeide op in Broek in Waterland, samen met zijn jongere broer en zus. In de Tweede Wereldoorlog werd het gezin tussen februari en april 1943 geïnterneerd in reserveringskamp Villa Bouchina te Doetinchem, waarna zij werden gedeporteerd naar Theresienstadt, een kamp voor Joden met een bijzondere maatschappelijke status.
Na de oorlog startte Spier een studie op de Rijksacademie in Amsterdam en ging hij voor vier jaar bij de Koninklijke Marine, waarvan zijn ervaringen later nog veel gebruikt zouden worden voor zijn werken. Vanwege geruchten dat Peters vader had gecollaboreerd met de Duitse bezetter, vertrok de familie Spier in 1950 naar de Verenigde Staten van Amerika. Daar begon Peter Spier zijn carrière. Eerst werd hij illustrator bij reclamebureaus, later ging hij zich richten op het schrijven en tekenen van kinderboeken. Zijn boek Noah's Ark werd in Amerika beloond met een Lewis Carroll Shelf Award, een Caldecott Medal en een National Book Award. In Nederland kwamen Spiers boeken uit bij uitgever Lemniscaat. Ze werden hier echter geen groot succes. Voor Kinderboekenweek 1992 schreef en illustreerde hij het boekje Vader, mag ik mee? over het reddingswezen in de gouden eeuw en nu.
Hij overleed in de staat New York op 89-jarige leeftijd.

## Werken
Het volgende overzicht van zijn werken bevat slechts Engelstalige titels en is mogelijk niet compleet:
- The Cow Who Fell in the Canal (1957, met tekst van Phyllis Krasilovsky)[3]
- Island City: Adventures in Old New York (1961)
- Hurrah, We're Outward Bound! (1968)
- Erie Canal (1970)
- Star-Spangled Banner (1973)
- Bored - Nothing to do (1978)
- Bill's Service Station (1981)
- Firehouse (1981)
- Food Market (1981)
- My School (1981)
- The Pet Store (1981)
- The Toy Shop (1981)
- Rain (1982)
- The Book of Jonah (1985)
- We the People: The Constitution of the United States of America (1987)
- People (1988)
- Big Trucks, Little Trucks (1988)
- Fast Cars, Slow Cars (1988)
- Here Come the Fire Trucks (1988)
- Trucks That Dig and Dump (1988)
- Star Spangled Banner (1992)
- Noah's Ark (1992)
- The Fox Went Out on a Chilly Night (1994)
- Circus (1995)